# Liste des ambassadeurs de France aux Îles Salomon
La représentation diplomatique de la République française aux Îles Salomon est située à l'ambassade de France à Port-Vila, capitale du Vanuatu, et son ambassadeur est, depuis 2023, Jean-Baptiste Jeangène Vilmer.

## Liste
| De   | À    | Ambassadeur                   | Résidence    |
| ---- | ---- | ----------------------------- | ------------ |
| 1978 | 1981 | Jean-Paul Robert              | Port Moresby |
| 1981 | 1981 | Yves Rodrigues                | Port Moresby |
| 1981 | 1989 | Marc Menguy                   | Port Moresby |
| 1989 | 1990 | Jean-Paul Schricke            | Port Moresby |
| 1990 | 1993 | Claude Maynot                 | Port Moresby |
| 1993 | 1997 | Louis Giustetti               | Port Moresby |
| 1997 | 1999 | Pierre Le Gars                | Port Moresby |
| 1999 | 2005 | Thierry Bernadac              | Port Moresby |
| 2005 | 2007 | Jacques Manent                | Port Moresby |
| 2007 | 2010 | Patrick Boursin               | Port Moresby |
| 2010 | 2014 | Alain Waquet                  | Port Moresby |
| 2014 | 2020 | Pascal Maubert                | Port Moresby |
| 2020 | 2023 | Pierre Fournier               | Port-Vila    |
| 2023 | auj. | Jean-Baptiste Jeangène Vilmer | Port-Vila    |

## Consulats
La France, mais aussi l'Allemagne et la Suède, sont représentées à Honiara, capitale des Salomon, par un consul honoraire, Gérard Stenzel.